# Jason Terry
Jason Eugene Terry (Seattle, 15 de setembro de 1977) é um ex-jogador e treinador norte-americano de basquete profissional que atualmente é auxiliar-técnico do Utah Jazz da NBA.
Com o Dallas Mavericks, Terry ganhou o prêmio de Sexto Homem do Ano em 2009 e um título da NBA em 2011.

## Ensino médio e carreira universitária
Terry frequentou a Franklin High School em Seattle, Washington, onde ganhou títulos estaduais consecutivos em 1994 e 1995. Em 2 de fevereiro de 2007, o número 31 de Terry foi aposentado pela Franklin High School.
Terry jogou basquete universitário no Arizona de 1995 a 1999. Em seu segundo ano, Terry foi titular em 18 partidas e teve médias de 10,6 pontos, 4,4 assistências e 2,5 roubadas de bola quando a equipe foi campeã do Torneio da NCAA. 
Em sua última temporada, ele teve médias de 21,9 pontos, 3,3 rebotes, 5,5 assistências e 2,8 roubadas de bolas e foi nomeado Jogador do Ano da Pac-10 e foi selecionado para a Primeira Equipe da Conferência. 
Ele concluiu sua carreira no Arizona sendo o 12º em pontos (1.461), 5º em assistências (493) e 2º em arremessos de três pontos (192). Atualmente, ele é o único jogador na história do Arizona a terminar com 1.000 pontos e 200 roubos de bola.

## Carreira como jogador

### Atlanta Hawks (1999–2004)
Terry foi selecionado pelo Atlanta Hawks como a 10ª escolha geral no draft da NBA de 1999. Naquela temporada, em 16 de novembro de 1999, Terry registrou 22 pontos e 5 assistências na vitória por 103-98 contra o Charlotte Hornets. Em 6 de março de 2000, ele registrou 12 pontos, 11 assistências e 6 roubos de bola em uma derrota contra o Milwaukee Bucks.
Em 12 de dezembro de 2000, Terry marcou 38 pontos na vitória por 107-99 contra o Sacramento Kings. Em 15 de dezembro de 2000, ele registrou 17 pontos, 13 assistências e 8 rebotes na vitória por 85-74 sobre o Chicago Bulls. Durante a temporada de 2000-01, Terry teve médias de 19,7 pontos, 3,3 rebotes, 4,9 assistências e 1,3 roubadas de bola. Em 15 de janeiro de 2002, ele marcou 46 pontos contra o Dallas Mavericks. Em 28 de fevereiro de 2003, ele registrou seu primeiro triplo-duplo de 23 pontos, 10 rebotes e 13 assistências contra o Chicago Bulls. Durante a temporada de 2002-03, Terry foi o sétimo em assistências por jogo com 7,4.
Os Hawks não conseguiram chegar aos playoffs durante a passagem de Terry. O mais próximo que Terry chegou foi em 2003, quando, apesar de vencer os últimos oito jogos da temporada, os Hawks terminaram na 11ª posição na Conferência Leste com um recorde de 35-47.

### Dallas Mavericks (2004-2012)

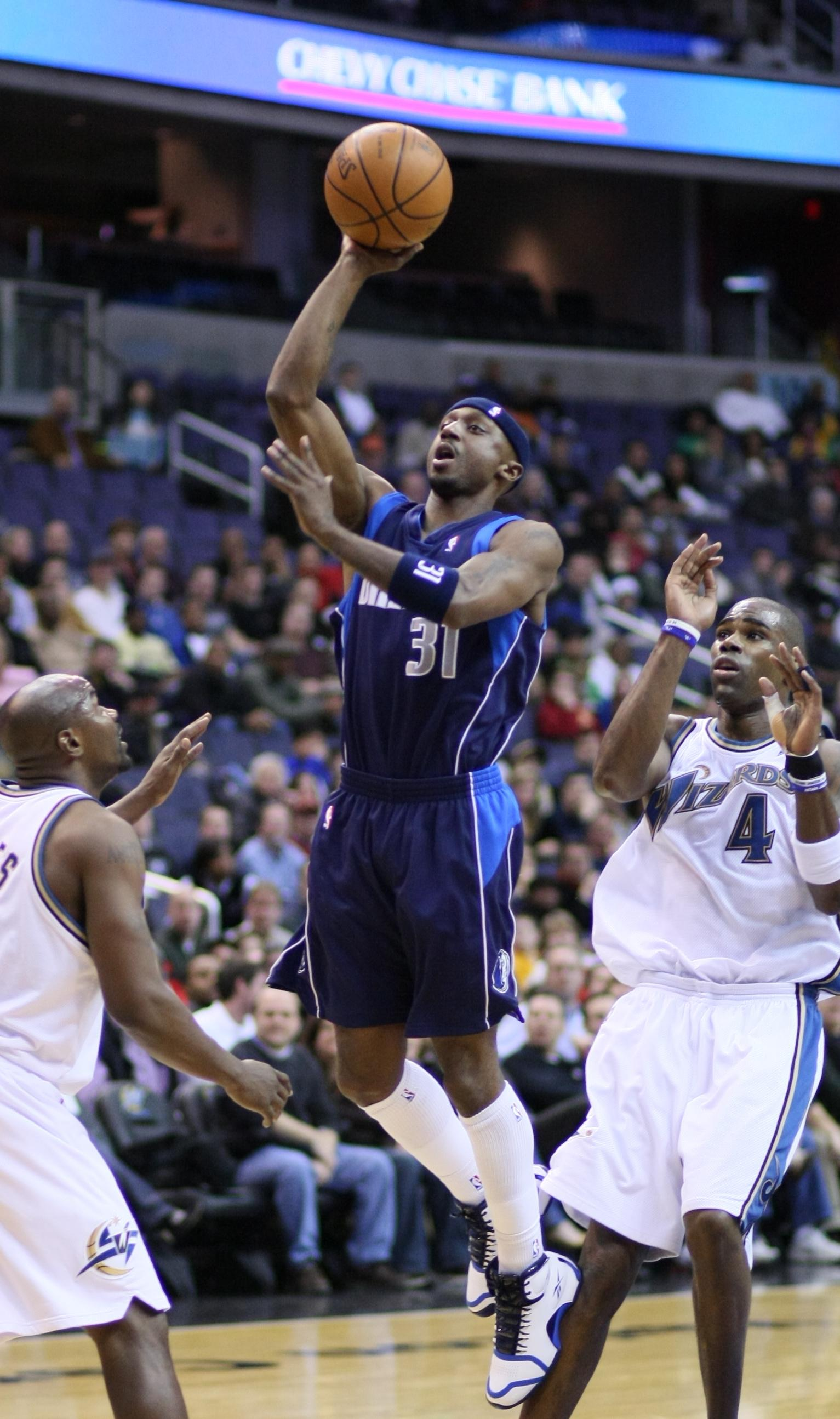
Terry em 2009

Em 4 de agosto de 2004, Terry foi negociado, junto com Alan Henderson e uma futura escolha de primeira rodada, para o Dallas Mavericks em troca de Antoine Walker e Tony Delk.
Conhecido por suas iniciais JET e imitando um avião com os braços, ele rapidamente emergiu como um favorito dos fãs, apesar de chegar como substituto de Steve Nash após a decisão impopular de deixá-lo.
Em sua primeira temporada em Dallas, Terry jogou em 80 jogos e teve médias de 12,4 pontos, 2,4 rebotes, 5,4 assistências e 1,4 roubos de bola em 30,0 minutos.
Em 80 jogos durante a temporada de 2005-06, Terry teve médias de 17,1 pontos, 2,0 rebotes, 3,8 assistências e 1,3 roubadas de bola em 35,0 minutos. Ele ajudou os Mavericks a chegar às finais da NBA de 2006. No Jogo 1 contra o Miami Heat, ele fez 32 pontos e se tornou o quinto jogador a marcar pelo menos 30 pontos em seu primeiro jogo nas finais da NBA, juntando-se a Michael Jordan, Shawn Kemp, Tim Duncan e Allen Iverson. No Jogo 5 da série, Terry fez 35 pontos. Apesar de ter 2-0 na série, os Mavericks perderam para o Miami em seis jogos.
Em 1º de julho de 2006, Terry e os Mavericks chegaram a um acordo de seis anos e US$ 50 milhões.
Em abril de 2009, Terry foi nomeado o Sexto Homem do Ano na temporada de 2008-09. Um sexto homem em 63 de 74 jogos disputados em 2008-09, Terry teve médias de 19,6 pontos, 2,4 rebotes, 3,4 assistências e 1,3 roubadas de bola em 33,6 minutos. Entre os líderes da NBA, Terry ficou em 10º em arremessos de três pontos (167), 11º em porcentagem de lances livres, 17º em roubos de bola e empatado em 22º na média de pontuação.

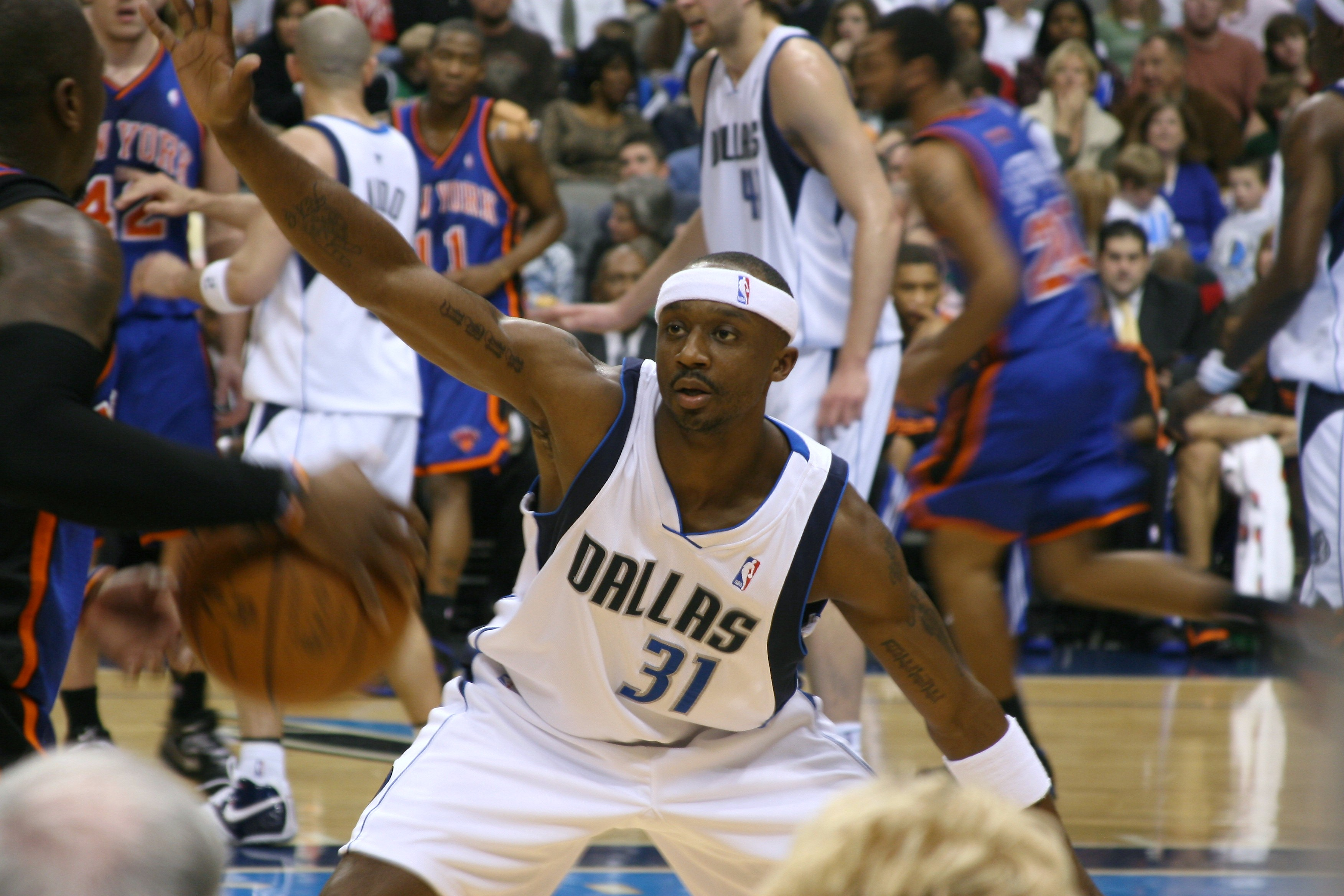
Terry com os Mavericks em 2008

Na temporada de 2010-11, Terry jogou em 82 jogos (10 como titular) e teve médias de 15,8 pontos, 1,9 rebotes e 4,1 assistências. Ele foi o único jogador dos Mavericks a jogos em todos os 82 jogos na temporada. Nas semifinais da Conferência Oeste contra o Los Angeles Lakers, Terry marcou 32 pontos no Jogo 4. Os Mavericks avançaram para as finais da NBA pela segunda vez na história da franquia. Nas finais da NBA de 2011, contra o Miami Heat, Terry teve médias de 18,0 pontos, 2,0 rebotes, 3,2 assistências, 1,3 roubadas de bola. No Jogo 5, ele registrou 21 pontos, 4 rebotes e 6 assistências para se tornar o primeiro reserva a registrar pelo menos 20 pontos e 5 assistências em um jogo das finais desde Michael Cooper em 1987. No Jogo 6, Terry teve 27 pontos e ajudou a equipe a conquistar seu primeiro título da NBA.
Na temporada encurtada de 2011-12, Terry teve médias de 15,1 pontos, 2,4 rebotes e 3,6 assistências. Ele terminou em segundo lugar na liga com 138 cestas de três pontos e foi o terceiro na NBA em arremessos de três pontos com 365. Ele concluiu seu tempo em Dallas com o quarto maior número de arremessos de três pontos na história da NBA com 1.788, atrás apenas de Ray Allen, Reggie Miller e companheiro de equipe Jason Kidd.

### Boston Celtics (2012–2013)

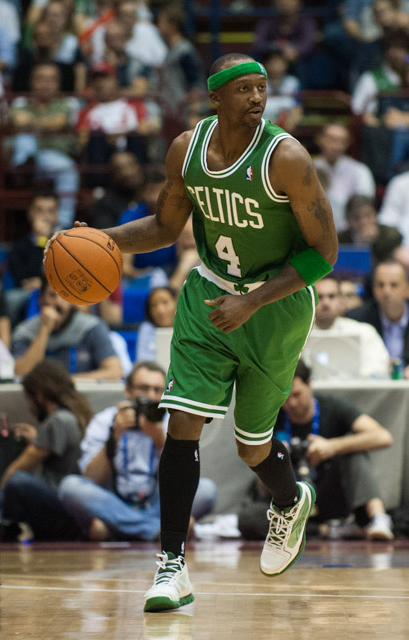
Terry com o Boston Celtics em 2012

Em 18 de julho de 2012, Terry assinou um contrato de 3 anos e US$15.6 milhões com o Boston Celtics.
Durante a temporada de 2012-13, ele teve médias de 10,1 pontos, 2,0 rebotes e 2,5 assistências em 26,9 minutos. Em 1 de dezembro de 2012, ele registrou seu primeiro duplo-duplo pelos Celtics com 17 pontos e 11 assistências contra o Milwaukee Bucks.

### Brooklyn Nets (2013–2014)
Em 28 de junho de 2013, no dia do draft da NBA, os Celtics e o Brooklyn Nets chegaram a um acordo para trocar Terry, Paul Pierce e Kevin Garnett por futuras escolhas de primeira rodada nos drafts de 2014, 2016 e 2018 e Kris Humphries, Gerald Wallace, Kris Joseph, MarShon Brooks e Keith Bogans. O acordo foi finalizado em 12 de julho de 2013.
Em 19 de fevereiro de 2014, Terry foi negociado, junto com Reggie Evans, para o Sacramento Kings em troca de Marcus Thornton. Mais tarde, foi anunciado que, devido a uma lesão persistente no joelho, Terry não se juntaria à equipe na temporada de 2013-14; em vez disso, ele reabilitou a lesão em Dallas para se preparar para a temporada de 2014-15. Ele não jogou em um jogo nos Kings durante seu tempo com a organização.

### Houston Rockets (2014–2016)
Em 17 de setembro de 2014, Terry foi negociado, junto com duas futuras escolhas de segunda rodada de 2015 e 2016, para o Houston Rockets em troca de Alonzo Gee e Scotty Hopson.
Em 22 de dezembro de 2014, em uma vitória por 110-95 sobre o Portland Trail Blazers, Terry acertou uma cesta de 3 pontos no terceiro quarto para se tornar o terceiro jogador na história da NBA a fazer 2.000 cestas de três pontos, juntando-se a Ray Allen e Reggie Miller.
Em 24 de agosto de 2015, Terry assinou um contrato de 1 ano e US$1.5 milhões com os Rockets.

### Milwaukee Bucks (2016–2018)
Em 22 de agosto de 2016, Terry assinou um contrato de 1 ano e US$1.5 milhões com o Milwaukee Bucks. Em 24 de fevereiro de 2017, na derrota de Milwaukee por 109-95 para o Utah Jazz, Terry se tornou o jogador mais velho a jogar pelos Bucks, aos 39 anos e 162 dias, passando Dale Ellis (39 anos, 155 dias). Em 10 de abril de 2017, ele teve 15 pontos e cinco cestas de 3 pontos em uma vitória por 89-79 sobre o Charlotte Hornets. Essa foi a única vez em 74 jogos na temporada de 2016-17 que ele terminou com 10 pontos ou mais.
Em 18 de setembro de 2017, Terry assinou um contrato de 1 ano e US$2.3 milhões com os Bucks. Em 5 de dezembro de 2017, ele foi descartado por duas ou mais semanas depois de sofrer uma lesão na panturrilha esquerda na noite anterior contra o Boston Celtics. Em 28 de janeiro de 2018, ele marcou 12 pontos na vitória por 110-96 sobre o Chicago Bulls. Terry não marcava dois dígitos desde sua partida de 15 pontos contra o Charlotte em 10 de abril de 2017.

## Carreira como treinador
Em setembro de 2019, Terry foi nomeado gerente geral assistente do Texas Legends da G-League, encerrando sua carreira de jogador de 19 anos.
Em maio de 2020, Terry foi nomeado assistente técnico da Universidade do Arizona. Depois de uma temporada no Arizona, ele retornou à G-League como treinador principal do Grand Rapids Gold, o novo afiliado do Denver Nuggets.

## Estatísticas da carreira

### NBA

#### Temporada regular
| Ano      | Equipe    | PJ    | PT  | MPJ  | AP   | 3P   | LL   | RT  | AS  | BR  | TO | PPJ  |
| -------- | --------- | ----- | --- | ---- | ---- | ---- | ---- | --- | --- | --- | -- | ---- |
| 1999–00  | Atlanta   | 81    | 27  | 23.3 | .415 | .293 | .807 | 2.0 | 4.3 | 1.1 | .1 | 8.1  |
| 2000–01  | Atlanta   | 82    | 77  | 37.7 | .436 | .395 | .846 | 3.3 | 4.9 | 1.3 | .1 | 19.7 |
| 2001–02  | Atlanta   | 78    | 78  | 38.0 | .430 | .387 | .835 | 3.5 | 5.7 | 1.8 | .2 | 19.3 |
| 2002–03  | Atlanta   | 81    | 81  | 38.0 | .428 | .371 | .887 | 3.4 | 7.4 | 1.6 | .2 | 17.2 |
| 2003–04  | Atlanta   | 81    | 78  | 37.3 | .417 | .347 | .827 | 4.1 | 5.4 | 1.5 | .2 | 16.8 |
| 2004–05  | Dallas    | 80    | 57  | 30.0 | .501 | .420 | .844 | 2.4 | 5.4 | 1.4 | .2 | 12.4 |
| 2005–06  | Dallas    | 80    | 80  | 35.0 | .470 | .411 | .800 | 2.0 | 3.8 | 1.3 | .3 | 17.1 |
| 2006–07  | Dallas    | 81    | 80  | 35.1 | .484 | .438 | .804 | 2.9 | 5.2 | 1.0 | .2 | 16.7 |
| 2007–08  | Dallas    | 82    | 34  | 31.5 | .467 | .375 | .857 | 2.5 | 3.2 | 1.1 | .2 | 15.5 |
| 2008–09  | Dallas    | 74    | 11  | 33.7 | .463 | .366 | .880 | 2.4 | 3.4 | 1.3 | .3 | 19.6 |
| 2009–10  | Dallas    | 77    | 12  | 33.0 | .438 | .365 | .866 | 1.8 | 3.8 | 1.2 | .2 | 16.6 |
| 2010–11† | Dallas    | 82    | 10  | 31.3 | .451 | .362 | .850 | 1.9 | 4.1 | 1.1 | .2 | 15.8 |
| 2011–12  | Dallas    | 63    | 1   | 31.7 | .430 | .378 | .883 | 2.4 | 3.6 | 1.2 | .2 | 15.1 |
| 2012–13  | Boston    | 79    | 24  | 26.9 | .434 | .372 | .870 | 2.0 | 2.5 | .8  | .1 | 10.1 |
| 2013–14  | Brooklyn  | 35    | 0   | 16.3 | .362 | .379 | .667 | 1.1 | 1.6 | .4  | .0 | 4.5  |
| 2014–15  | Houston   | 77    | 18  | 21.3 | .422 | .390 | .813 | 1.6 | 1.9 | .9  | .2 | 7.0  |
| 2015–16  | Houston   | 72    | 7   | 17.5 | .402 | .356 | .818 | 1.1 | 1.4 | .7  | .1 | 5.9  |
| 2016–17  | Milwaukee | 74    | 0   | 18.4 | .432 | .427 | .828 | 1.4 | 1.3 | .6  | .3 | 4.1  |
| 2017–18  | Milwaukee | 51    | 4   | 16.0 | .383 | .348 | .889 | .9  | 1.2 | .8  | .3 | 3.3  |
| Carreira | Carreira  | 1.410 | 679 | 29.0 | .434 | .377 | .835 | 2.2 | 3.6 | 1.1 | .1 | 12.8 |

#### Playoffs
| Ano      | Equipe    | PJ  | PT | MPJ  | AP   | 3P   | LL    | RT  | AS  | BR  | TO | PPJ  |
| -------- | --------- | --- | -- | ---- | ---- | ---- | ----- | --- | --- | --- | -- | ---- |
| 2005     | Dallas    | 13  | 13 | 38.5 | .506 | .491 | .884  | 4.2 | 4.6 | 1.3 | .5 | 17.5 |
| 2006     | Dallas    | 22  | 22 | 38.4 | .442 | .307 | .831  | 2.9 | 3.8 | 1.2 | .0 | 18.9 |
| 2007     | Dallas    | 6   | 6  | 38.2 | .424 | .281 | .833  | 2.3 | 3.7 | .8  | .3 | 17.0 |
| 2008     | Dallas    | 5   | 3  | 36.0 | .433 | .438 | .867  | 1.6 | 4.8 | .4  | .2 | 15.8 |
| 2009     | Dallas    | 10  | 1  | 32.5 | .389 | .373 | .767  | 2.8 | 1.9 | .6  | .3 | 14.3 |
| 2010     | Dallas    | 6   | 0  | 29.0 | .377 | .400 | .750  | 2.5 | 2.0 | .7  | .2 | 12.7 |
| 2011†    | Dallas    | 21  | 0  | 32.6 | .478 | .442 | .843  | 1.9 | 3.2 | 1.2 | .1 | 17.5 |
| 2012     | Dallas    | 4   | 1  | 34.8 | .455 | .500 | .625  | 2.3 | 3.8 | .3  | .0 | 13.8 |
| 2013     | Boston    | 6   | 1  | 31.5 | .444 | .441 | .818  | 2.2 | 2.0 | .7  | .3 | 12.0 |
| 2015     | Houston   | 17  | 17 | 28.6 | .425 | .354 | .813  | 2.2 | 2.8 | .9  | .1 | 9.2  |
| 2016     | Houston   | 5   | 0  | 24.8 | .342 | .316 | 1.000 | 2.2 | 1.2 | .4  | .2 | 7.0  |
| 2017     | Milwaukee | 6   | 0  | 11.3 | .333 | .200 | 1.000 | 1.3 | .8  | .5  | .2 | 2.5  |
| 2018     | Milwaukee | 3   | 0  | 14.7 | .400 | .400 | –     | 1.0 | .7  | .3  | .0 | 2.0  |
| Carreira | Carreira  | 124 | 64 | 30.0 | .419 | .380 | .835  | 2.2 | 2.7 | .7  | .1 | 12.3 |

### Universitário
| Ano      | Equipe   | PJ  | PT | MPJ  | AP   | 3P   | LL   | RT  | AS  | BR  | TO | PPJ  |
| -------- | -------- | --- | -- | ---- | ---- | ---- | ---- | --- | --- | --- | -- | ---- |
| 1995–96  | Arizona  | 31  | 0  | 9.8  | .542 | .577 | .593 | .7  | 1.1 | .6  | .0 | 3.1  |
| 1996–97  | Arizona  | 34  | 18 | 30.5 | .443 | .331 | .713 | 2.7 | 4.4 | 2.5 | .1 | 10.6 |
| 1997–98  | Arizona  | 35  | 0  | 22.8 | .422 | .347 | .827 | 2.4 | 4.3 | 1.7 | .2 | 10.6 |
| 1998–99  | Arizona  | 29  | 29 | 38.2 | .443 | .398 | .839 | 3.3 | 5.5 | 2.8 | .2 | 21.9 |
| Carreira | Carreira | 129 | 47 | 25.3 | .462 | .413 | .743 | 2.2 | 3.8 | 1.9 | .1 | 11.5 |

## Vida pessoal
Terry foi um dos dez filhos criados por sua mãe, Andrea Cheatham, e seu pai, Curtis Terry. Um de seus irmãos, Curtis, jogou basquete profissional entre 2008 e 2012. Terry é primo do ex-jogador da NBA, Martell Webster.
Terry e sua esposa, Johnyika, têm cinco filhas.

Antes da temporada de 2010-11 que ele foi campeão da NBA com os Mavericks, Terry tatuou o Troféu Larry O'Brien em seu bíceps direito. Dois anos depois, antes da temporada de 2012-13, Terry tatuou o famoso duende do Boston Celtics girando o troféu no dedo do braço esquerdo. Ele também fez uma tatuagem relacionada ao Brooklyn Nets em 2013, embora não fizesse referência ao troféu da NBA.